# Erioconopa tadzika
Erioconopa tadzika là một loài ruồi trong họ Limoniidae. Chúng phân bố ở miền Cổ bắc.